# Adramé Ndiaye
Adramé Ndiaye (* 15. Januar 1958; † 24. Dezember 2020 in Frankreich) war ein senegalesischer Basketballspieler.

## Laufbahn
Adramé Ndiaye wurde mit der Senegalesischen Nationalmannschaft Afrikameister 1980, wodurch die Mannschaft für die Olympischen Spiele 1980 qualifiziert war. Dort gehörte Ndiaye ebenfalls der Mannschaft Senegals an, die den elften Platz belegte. Ndiaye erzielte dabei 28 Punkte in 7 Spielen.
Auf Vereinsebene war Ndiaye für den ASCC Bopp in Dakar aktiv. Später spielte er in der Elfenbeinküste und in Frankreich.
Am 24. Dezember 2020 starb Ndiaye im Alter von 62 Jahren während der COVID-19-Pandemie an den Folgen einer SARS-CoV-2-Infektion in Frankreich.